# Житьи люди
Жи́тьи лю́ди — на Руси (в России) богатые, зажиточные и достаточные люди, и один из общественных классов в Великом Новгороде, стоявший между боярством и средним купечеством.
В другом источнике указано что Жи́тый человек, богатый, достаточный, зажиточный, и Житые люди, древнего Новгорода среднее сословие между боярами, первостатейными гражданами и чёрными людьми.
Житые люди, как и цари и царицы, князья и княгини, святители, бояре, боярыни, посадники и крестьяне носили перстни или кольца, которые составляли в старину на Руси (в России), необходимую принадлежность мужских и женских украшений.
Сопоставляя данные летописей и договорных грамот, И. Д. Беляев в своей «Истории Новгорода Великого от древнейших времен до падения» (М., 1866, стр. 74 — 75) высказывается за то, что с XIV века житьими людьми назывались прежние вящие (то есть лучшие, старейшие, богатейшие) купцы. В другом источнике указано что Вящие люди, (старинное) большие, передние, знатные сановные, богатые, с весом, боляре и владавцы, противоположность меньшие, задние, чёрные.
В XII и XIII веках термин «житьи люди», по-видимому, ещё не был обиходным; впервые этот термин встречается в уставной грамоте новгородского князя Всеволода Мстиславича, данной церкви святого Иоанна Предтечи на Опоках около 1135 года.
В 1489 году житые люди в Новгороде составили заговор на жизнь Новгородского наместника Якова Захарьевича Кошкина-Захарьина, но заговор был открыт, и по приказу Государя всея Руси великого князя владимирского и московского наместник Новгородской земли Я. З. Кошкин-Захарьин казнил и повесил многих житьих людей, и отправил 7 000 (8 000) заговорщиков в Москву, где многих из них Иоанн III Васильевич приказал «изсечи» а других «думцов» он сам «пересек и перевешал», и многих с семьями расселил в различных поселениях московского великого княжества, они получили земли в разных подмосковных городах: Владимире, Муроме, Нижнем и прочих. 
В 1510 году, 24 января, великий князь московский Василий Иоаннович, приехал во Псков, и выслал в Москву триста семей бояр, посадников и житые людей.